# Большенеклиновское сельское поселение
Большенеклиновское сельское поселение — муниципальное образование в Неклиновском районе Ростовской области.
Административный центр поселения — село Большая Неклиновка.

## Административное устройство
В состав Большенеклиновского сельского поселения входят:
- село Большая Неклиновка;
- хутор Бутенки;
- хутор Едуш;
- хутор Жатва;
- хутор Золотьки;
- хутор Кунделекино;
- село Малая Неклиновка;
- село Отрадное;
- хутор Палий;
- хутор Пименово;
- хутор Прядки;
- хутор Раскиты;
- хутор Семаки.

## Население
| 2010  | 2012  | 2013  | 2014  | 2015  | 2016  | 2017  |
| ----- | ----- | ----- | ----- | ----- | ----- | ----- |
| 2793  | ↗2815 | ↗2863 | ↗2870 | ↘2855 | ↗2872 | ↘2847 |
| 2018  | 2019  | 2020  | 2021  |       |       |       |
| ↘2837 | ↘2794 | ↘2710 | ↘2695 |       |       |       |